# USS Stout (DDG-55)
L’USS Stout (DDG-55) est un destroyer américain de la classe Arleigh Burke. Il est nommé d'après Herald F. Stout (1903–1987), un vice-amiral de l'United States Navy pendant la Seconde Guerre mondiale qui avait reçu deux Navy Cross alors qu'il commandait son destroyer. Le navire a été commissionné en 1994 et est toujours en service en 2014. Il a été construit au chantier naval Ingalls de Pascagoula dans l'État du Mississippi et son port d’attache est la base navale de Norfolk dans l'État de Virginie.

## Histoire du service
En 2011, il est déployé en mer Méditerranée et participe à l'intervention de l'OTAN en Libye, tirant des BGM-109 Tomahawk afin de neutraliser les défenses antiaériennes libyennes.
En août 2013, il aurait été envoyé au côté de quatre autres navires-jumeaux au large de la Syrie dans le cadre d'une intervention imminente contre ce pays mais qui est finalement annulée.
A 2021, 69 navires ont été livrés, avec des remises à niveaux constantes depuis le lancement de la classe et pour les navires-jumeaux au niveau des capteurs, et des systèmes d'armes. 31 autres devraient être livrés à terme.
L'explication des armoiries du navire sont consultables sur la source.

## Armement
Le bâtiment est multifonction, capable d'agir seul ou en groupe d'attaque de porte-avions : luttes anti-surface, anti-sous-marine ou anti-aérienne.
Il est équipé de deux systèmes de lancement vertical Mk 41 VLS, de lance-missiles Harpoon, d'un canon Mk 45 de 127 mm, de deux systèmes anti-missiles anti-navires Phalanx CIWS, de deux supports à triple tubes pour les torpilles Mk 46.
Il dispose d'une plateforme d'atterrissage d'hélicoptères pour la lutte anti-sous-marine ASW/LAMPS 3.